# Кенігслуттер
Кенігслуттер (нім. Königslutter) — місто в Німеччині, розташоване в землі Нижня Саксонія. Входить до складу району Гельмштедт.
Площа — 130,58 км2. Населення становить 15 786 ос. (станом на 31 грудня 2021).